# Havok (Software)
Havok Physics, besser bekannt als Havok, ist ein Physik-Software-Development-Kit für Computerspiele. Hersteller ist das zu Microsoft gehörende irische Unternehmen Havok. Es wird oft auch als Physik-Engine bezeichnet, wobei Havok nur Funktionen bereitstellt, welche in die eigentliche Spiel-Engine integriert werden, und somit keine Engine im eigentlichen Sinn darstellt. Havok unterstützt dabei die Plattformen Windows, macOS, Linux, PlayStation 2, PlayStation 3, PlayStation 4, PlayStation Portable, GameCube, Wii, Wii U, Switch, Xbox, Xbox 360, Xbox One sowie Android und iOS.
Die Hauptfunktionen, die Havok bietet, sind:
- Charakter-Animation mit Ragdoll-Effekten
- Simulation von Fahrzeugbewegungen
- Simulation physikalischer Effekte in der Umwelt, wie z. B. umfallende Kisten.

## Verwendung
Seit der Veröffentlichung des Software Development Kits im Jahr 2000 wurde es in über 150 Video- und Computerspielen eingesetzt. Diese Spiele sind hauptsächlich im Ego-Shooter-Genre angesiedelt, wie auch das von der Valve Corporation entwickelte Half-Life 2. Für die dem Spiel zugrundeliegende Source-Engine wurde eine modifizierte Havok-Version verwendet. Doch auch in Echtzeit-Strategiespielen wie StarCraft II: Wings of Liberty von Blizzard Entertainment, Company of Heroes von Relic Entertainment, Ubisofts Action-Adventure Assassin’s Creed, Nintendos Super Smash Bros. Brawl und Stronghold 3 findet es Verwendung. Ebenso ist sie im Spiel Battlefield 3 aus dem Hause Electronic Arts zu finden.
Havok kann auch mit Hilfe von Plug-ins in 3D-Editoren wie Autodesks 3ds Max oder Maya eingesetzt werden. Für Adobe Directors Shockwave 3D existiert ebenfalls ein Xtra (Zusatzmodul).

### Smartphone- und Tablet-Spiele
Des Weiteren findet sich die Havok-Engine auch in den beiden von Gameloft für Smartphones und Tablets veröffentlichten Spielen Modern Combat 4 (2012) und Modern Combat Versus (2017).

## Havok FX
Im Jahr 2006 wurde von Havok in enger Zusammenarbeit mit Nvidia ein neues Physik-Tool entwickelt, das die gesamten Berechnungen für die Physikengine auf den Grafikchip holt. Während die Havok-Engine allein den Hauptprozessor für physikalische Animationen heranzieht, setzt die FX-Version auf die Hardwarebeschleunigung der Grafikkarte. Die Software benötigt dazu lediglich eine Karte, die OpenGL oder DirectX auf dem Shader Model 3.0 umsetzen kann. Einsetzbar sollte die Havok-FX-Engine daher ab der GeForce-6- und -7-Reihe von Nvidia und bei allen Radeon-Karten ab der X1000er-Reihe von ATI sein. Dennoch riet Havok zu einem rechenstarken Modell, da schwächere Karten in der Regel bereits mit den herkömmlichen Grafikberechnungen ausgelastet sind.
Die Vorteile der FX-Engine liegen dabei im Ausnutzen der Architektur eines Grafikprozessors, die besser für Physikberechnungen geeignet ist als die eines Hauptprozessors. Zudem werden nun Kollisionsabfragen, das Rendering und Simulation vom Grafikprozessor übernommen, wodurch sich der Hauptprozessor nun vollständig um die allgemeine Spielphysik und deren Interaktion mit der Künstlichen Intelligenz kümmern kann. So wird die Physikberechnung um bis zu 13-mal schneller.
Nach dem Kauf der Firma Havok durch Intel im September 2007 wurde Havok FX eingestellt. Während Intel die auf Zentralprozessoren ausgelegte Havok-Engine stärker in die eigenen Produkte einbeziehen könnte, fehlte es dem Unternehmensportfolio an leistungsstarken Grafikprozessoren, die für Havok FX geeignet wären. Im Juni 2008 vereinbarte Havok eine enge Zusammenarbeit mit AMD. 2015 wurde Havok FX final veröffentlicht, aber die Berechnungen vollständig auf den Hauptprozessor verlagert.